# Ludwig von Gleichen-Russwurm

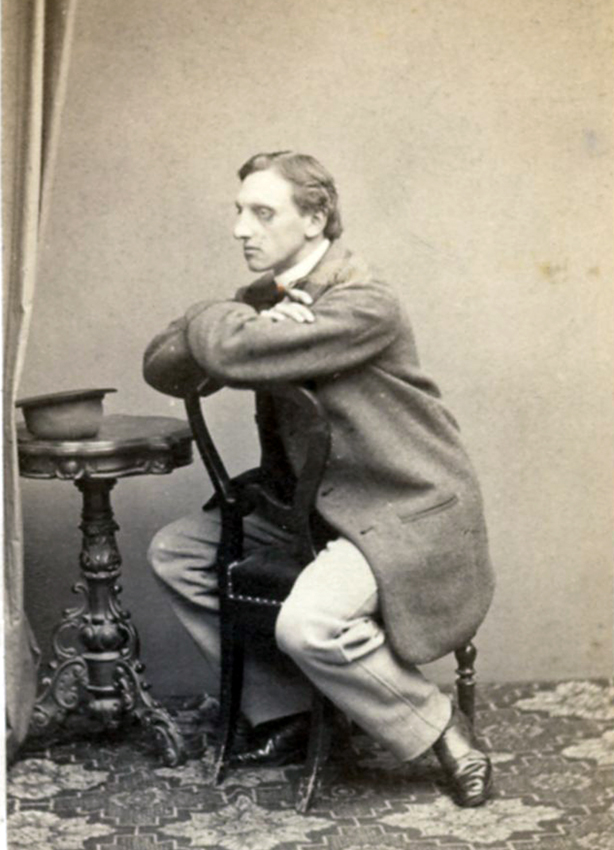
Ludwig von Gleichen-Russwurm.

Heinrich Ludwig von Gleichen-Russwurm, född den 25 oktober 1836 i Bayern, död den 9 juli 1901 i Weimar, var en tysk friherre och målare. Han var son till Emilie von Gleichen-Russwurm och far till Alexander von Gleichen-Russwurm. 
von Gleichen-Russwurm utbildadess i Weimar under Max Schmidt och Theodor Hagen. Han målade stämningsfulla, ofta djärvt naturalistiska landskap med karakteristiskt staffage liksom genrebilder. Bland hans verk märks en Idyll (fåraherde med sin hjord, 1885, Nationalgalleriet i Berlin). Han uppträdde även som etsare med över 50 blad, flertalet landskapsbilder.